# 陳永英
陳永英（1918年2月17日—1995年3月20日），女，浙江省鄞县人，英文教師。曾任臺灣臺中霧峰光復國民中學、彰化縣立埔心國民中學、臺灣省立虎尾女子高級中學、臺灣省立臺南女子高級中學校長。

## 生平
陳永英1918年農曆正月初七日（西曆2月17日）出生，家族世居浙江省鄞縣（今屬寧波市），祖父陳牧民為基督教傳教士，父陳賢能在上海行醫。除了兩位哥哥，陳永英為唯一女兒。
陳永英自漢口市立第一高級女子中學（今武漢市第十六中學）畢業後，保送國立中央大學教育系就讀。1943年自中央大學畢業，旋即與晏鳳麟結婚。先後任教於中央大學附屬中學（今南京师范大学附属中学）、私立廣益中學（今湖南师范大学附属中学）及聖希理達女校（今武汉市第二十五中学）。1949年偕夫至臺。
陳永英抵臺後，先經時任臺灣省政府教育廳長朱匯森介紹，於雲林縣虎尾鎮之省立虎尾中學（今國立虎尾高級中學）擔任英文教師。1957年，獲臺灣省政府教育廳核定為優良教師。接著，受聘於省立嘉義女子家事職業學校（今國立嘉義高級家事職業學校）。1959年經教育部人事室主任崔叔和推薦，再到虎尾，受聘於省立虎尾女子中學，並兼任訓導主任，7年後改任教省立臺中高級護理職業學校（今國立臺中科技大學）、省立臺中女子中學。
1968年，中華民國政府開始於臺灣省辦理九年國民義務教育，臺灣省政府教育廳為改革人事制度，建立測試甄選方式遴派國中校長。陳永英參加甄試，獲分發擔任位於省議會所在地臺中縣霧峰鄉的臺中縣立光復國民中學首任校長。4年後，調掌彰化縣立埔心國民中學。2年後，再調升省立虎尾女子高級中學校長。1979年2月，因虎尾中學、虎尾女中即將合併，自請調任省立臺南女中，由虎尾中學校長李士崑接掌虎女校長，辦理合併事宜。1983年退休。
陳永英退休後，健康情形尚稱良好，後罹患高血壓，1995年3月11日突見腦血管栓塞，20日因診治無效而逝世。

## 家庭
陳永英曾於1987年獲全國模範母親代表，1993年以金婚家庭獲中華民國世界和平婦女會獎章。
陳永英與晏鳳麟育有五男。長子晏炫文於1949年由武漢還鄉省墓，滯留中國大陸，後移居香港，任職佳寶物業管理公司工程師。長媳任職香港大新製衣廠。次子晏涵文留學美國，為國立台灣師範大學衛生教育研究所教授。次媳留美公共衛生教育博士，任職台灣大學公共衛生研究所副教授。其餘三子亦各學有專長。
晏涵文為臺灣性教育學者，曾任亞洲性學聯盟主席，1980年代即曾於《中國時報》週末版撰寫「性、愛、婚姻」專欄，在當時偏向保守的臺灣社會較為特殊。據晏涵文接受專訪表示，讓他突破社會風氣而敢於公開討論性學的，就是陳永英的肯定。晏涵文亦促使九年一貫課綱中，「健康教育」與「體育」獨立成立「健康與體育領域」，並擔任該領域課程委員召集人。